# Недоторканне число
Недоторканне число (англ. Untouchable number) — додатне ціле число, яке не можна подати як суму всіх власних дільників будь-якого цілого додатного числа (зокрема й самого недоторканного числа).
Наприклад, число 4 не є недоторканним, оскільки воно дорівнює сумі власних дільників числа 9: 1 + 3 = 4. Число 5 є недоторканним, адже його не можна подати у вигляді суми власних дільників будь-якого натурального числа: 5 = 1 + 4 — єдиний спосіб, щоб записати 5 у вигляді суми різних натуральних чисел, включно з 1, але, якщо 4 — дільник числа, то 2 також є його дільником, так що 1 + 4 не може бути сумою всіх власних дільників будь-якого числа (адже перелік дільників повинен містити як 4, так і 2).
Перші 53 недоторканних числа:
2, 5, 52, 88, 96, 120, 124, 146, 162, 188, 206, 210, 216, 238, 246, 248, 262, 268, 276, 288, 290, 292, 304, 306, 322, 324, 326, 336, 342, 372, 406, 408, 426, 430, 448, 472, 474, 498, 516, 518, 520, 530, 540, 552, 556, 562, 576, 584, 612, 624, 626, 628, 658
Вважають, що 5 — єдине непарне число з недоторканних, але це не доведено. Це повинно випливати з трохи посиленого варіанту гіпотези Гольдбаха. Таким чином, можливо, що, крім 2 і 5, всі недоторканні числа — складені. Досконалі числа не можуть бути недоторканними, адже вони можуть бути дорівнюють сумі своїх власних дільників.
Пал Ердеш довів, що множина недоторканих чисел нескінченна.
Не існує недоторканих чисел, які б були на одиницю більші, ніж просте число, оскільки, якщо р — просте число, то сума власних дільників р2 буде р + 1. Крім того, не існує недоторканих чисел, за винятком 5, які дорівнюють простому числу плюс три, оскільки, якщо р — просте число, не рівне 2, то сума власних дільників 2р буде р + 3.

## Ресурси Інтернету
- Richard K. Guy. Unsolved Problems in Number Theory / 3rd ed., Springer Verlag, 2004 ISBN 0-387-20860-7; section B10.